# Luigi Ferrero (1941)
Luigi Ferrero (all'anagrafe Luigi Domenico Ferrero) (Vinovo, 4 febbraio 1941 – Torino, 8 aprile 1990) è stato un calciatore italiano, di ruolo portiere.

## Carriera
Nella stagione 1960-1961 gioca una partita di Coppa Italia con la Juventus, precisamente il derby di Torino (2-2) del 29 giugno 1961 valevole per la finale per il terzo posto.
Torna a vestire la maglia bianconera nell'annata 1963-1964, giocando in Juventus-OFK Belgrado (2-1) del 2 ottobre 1963, per l'andata dei sedicesimi di finale della Coppa delle Fiere.
Durante il successivo mese di novembre passa all'Ivrea e, dopo la stagione 1964-1965 trascorsa alla Carrarese, nell'annata 1965-1966 gioca 15 partite in Serie B con il Palermo.
Nella stagione 1966-1967 gioca altre 35 partite in seconda serie con il Savona.
Conclusa la carriera di calciatore, si dedica ad altre attività, pur rimanendo nel mondo del calcio e diventando il primo presidente della Pro Settimo, squadra dilettantistica della provincia di Torino.
Muore a 49 anni per un male incurabile.

## Palmarès

### Competizioni nazionali
- Campionato italiano: 1

Juventus: 1960-1961